# يان مونك
يان مونك (بالإنجليزية: Ian Monk)‏ هو مترجم وشاعر بريطاني، ولد في 1960 في لندن في المملكة المتحدة.